# De Acteerstudio
De Acteerstudio was een Nederlands bedrijf dat een theateropleiding verzorgde. Het was de naam voor wat in 1989 begon als de Haagse Acteer Studio. De Acteerstudio was gevestigd in Den Haag en beëindigde zijn activiteiten in mei 2015. In december van datzelfde jaar werd Stichting de Acteerstudio opgeheven.
Het ging om een driejarige parttimeopleiding van dertig weken, waarbij drie avonden in de week en een aantal weekenden werd lesgegeven. In het derde en laatste jaar traden de studenten naar buiten met twee producties die elk een keer of drie gespeeld werden in verschillende theaters in verschillende steden.
Verschillende oud-leerlingen, zoals Ruben van der Meer, Nurlaila Karim, Sander Jan Klerk, Robin Rienstra en Marnix Norder vonden hun plaats in het Nederlandse theater of daarbuiten.